# Blind Rage
Blind Rage je čtrnácté studiové album německé heavymetalové skupiny Accept, v pořadí třetí s americkým zpěvákem Markem Tornillem. Album vyšlo v srpnu roku 2014 prostřednictvím hudebního vydavatelství Nuclear Blast a stejně jako v předchozích případech je jeho producentem Andy Sneap. Autorem obalu alba je Dan Goldsworthy.

## Seznam skladeb
| Pořadí | Název                                          | Délka |
| ------ | ---------------------------------------------- | ----- |
| 1.     | Stampede                                       | 5:14  |
| 2.     | Dying Breed                                    | 5:21  |
| 3.     | Dark Side of My Heart                          | 4:37  |
| 4.     | Fall of the Empire                             | 5:45  |
| 5.     | Trail of Tears                                 | 4:08  |
| 6.     | Wanna Be Free                                  | 5:37  |
| 7.     | 200 Years                                      | 4:30  |
| 8.     | Bloodbath Mastermind                           | 5:59  |
| 9.     | From the Ashes We Rise                         | 5:43  |
| 10.    | The Curse                                      | 6:28  |
| 11.    | Final Journey                                  | 5:02  |
| 12.    | Thrown to the Wolves (bonus na japonské verzi) | 3:51  |

## Obsazení
- Mark Tornillo – zpěv
- Wolf Hoffmann – kytara
- Herman Frank – kytara
- Peter Baltes – baskytara
- Stefan Schwarzmann – bicí